# 24 Leonis Minoris
24 Leonis Minoris är en gul stjärna i huvudserien i Lilla lejonets stjärnbild.
24 Leonis Minoris har visuell magnitud +6,47 och befinner sig precis på gränsen till vad som går att se för blotta ögat vid mycket god seeing. Den befinner sig på ett avstånd av ungefär 110 ljusår.